# Alfred Beloë

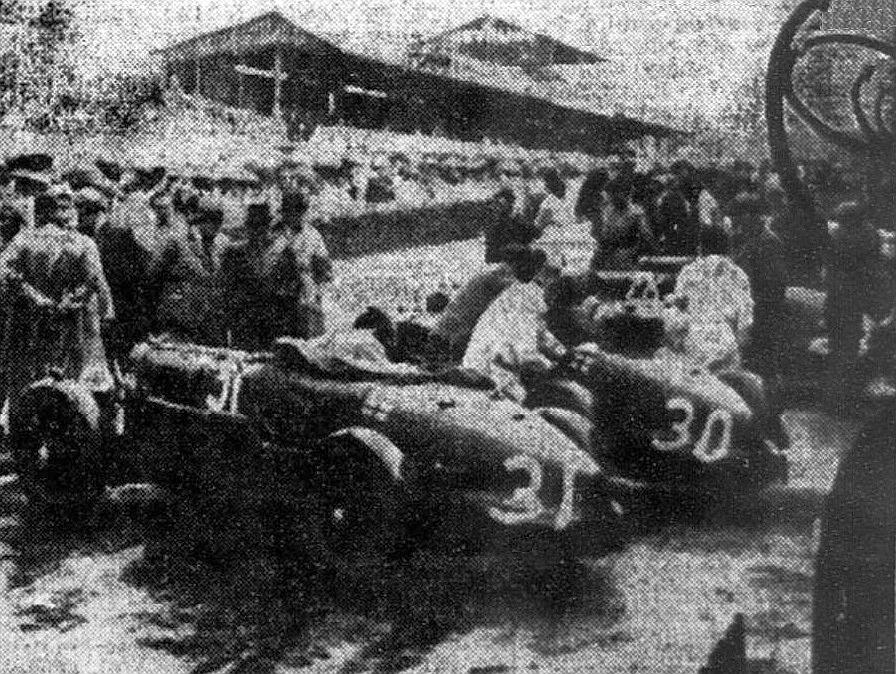
Der von Alfred Beloë gefahrene Aston Martin 1½ Ulster, vor dem Start zum 24-Stunden-Rennen von Le Mans 1935

Alfred Lingfield Beloë (* 1. Mai 1908 in Tonbridge; † 5. Februar 1969 in Gwardamanġa) war ein britischer Autorennfahrer.

## Karriere
Alfred Beloë war in den 1930er-Jahren zweimal beim 24-Stunden-Rennen von Le Mans am Start. Sein Teampartner bei beiden Rennen war sein Landsmann Roland Gardner. 1934 erreichte er im Singer 9 Le Mans den 23. Gesamtrang. Im Jahr darauf beendete er das Rennen im Aston Martin 1½ Ulster als Gesamtfünfzehnter. 
Sein Grabmal befindet sich auf dem Ta’ Braxia Cemetery.

## Statistik

### Le-Mans-Ergebnisse
| Jahr | Team                  | Fahrzeug               | Teamkollege    | Platzierung | Ausfallgrund |
| ---- | --------------------- | ---------------------- | -------------- | ----------- | ------------ |
| 1934 | Roland Gardner        | Singer 9 Le Mans       | Roland Gardner | Rang 23     |              |
| 1935 | Alfred Thomas Gardner | Aston Martin 1½ Ulster | Roland Gardner | Rang 15     |              |